# Паренки
Па́ренки — гірська вершина в Українських Карпатах, на гірському хребті Паренки в масиві Горгани. Розташована у південній частині Калуського району Івано-Франківської області, на однойменному хребті Паренки.

## Географія

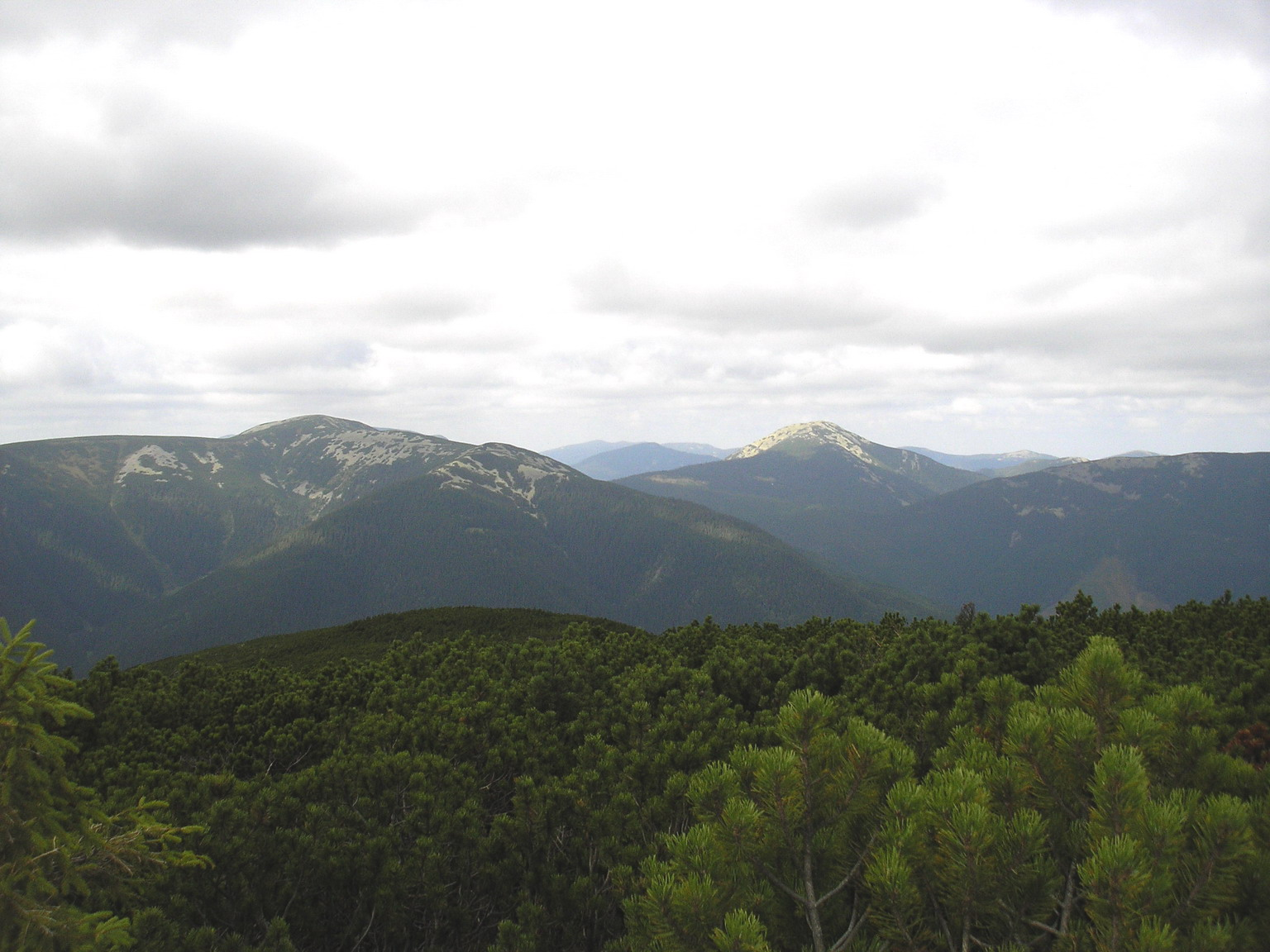
Гора Паренки (ліворуч)

Висота гори — 1735 м (за іншими даними — 1737 м). Вершина пласка, витягнута з південного сходу на північний захід. Північні та південно-західні схили круті. Поширені кам'яні осипища і важкопрохідні чагарники — криволісся. При підніжжі гори — хвойні ліси (ялина, сосна).
На північний захід від Паренки розташована гора Молода (1723 м), на північний схід Грофа (1748 м), на південь — Попадя (1740 м), на південний захід — Мала Попадя (1597 м).
Найближчий населений пункт — село Осмолода.
На північному заході від вершини річка Гича впадає у Молоду.